# Mus baoulei
Mus baoulei is een knaagdier uit het geslacht Mus dat voorkomt in Ivoorkust en het oosten van Guinee. Mogelijk leeft hij ook in Sierra Leone en Ghana. Deze soort lijkt sterk op Mus sorella, maar is kleiner, net als Mus neavei. Mogelijk is dat dan ook dezelfde soort.